# Shira Gorshman
Shira Gorshman (n. 10 aprilie 1906 – d. 4 aprilie 2001) a fost scriitoare de limbă idiș. Ea s-a născut în micul oraș Krakes din Lituania într-o familie extrem de săracă și-a început să lucreze de la o vârstă fragedă. A fost capabilă să dobândească o educație de bază, și, ca mulți evrei est-europeni, cunoaștea mai multe limbi străine. La 16 a avut primul copil, o fată.
Printre cărțile sale se numară: Der koyekh fun lebn (Puterea vieții), 33 noveln (33 Povestiri), Lebn un likht (Viață și lumină), Yontef in mitn vokh (Vacanță în mijlocul săptămânii), Oysdoyer (Rezistența).